# Robert af Flandern
Robert af Flandern (også kaldet Robert I Frieseren) var greve af Flandern (1071-93) og hersker over Frisland. Han var søn af grev Balduin V af Flandern og blev i 1070 ved sin broder Balduin VI’s død af denne indsat til regent i Flandern for hans umyndige søn Arnulf. Da Balduins enke Richilde af Hainaut forbandt sig med kong Filip I af Frankrig mod ham, sejrede Robert i Slaget ved Kassel i 1071, støttet af flandernes tyske adel. Arnulf omkom her, og snart efter gav Filip Robert Kronflandern i len, senere forlenede Henrik IV af Tyskland ham med Rigsflandern.
Hans datter Edel (eller Adele af Flandern) var gift med Knud den Hellige, der i 1085 søgte hans hjælp til et planlagt togt til England, hvilket imidlertid måtte opgives.